# ¡Fenomenoide!
¡Fenomenoide! (en inglés: Freakazoid!) es una serie animada estadounidense de televisión creada, en un principio, por Bruce Timm (el productor de Batman: La Serie Animada) y retomada por Tom Ruegger, con la colaboración de Steven Spielberg y Warner Bros. Animation, y producida por Amblin Entertainment, en 1995. Fue la tercera colaboración de Spielberg y Warner, después de los rotundos éxitos que tuvieron con Tiny Toons y Animaniacs.
A pesar de los esfuerzos y del equipo que se contó para la realización de la misma, la serie no tuvo el éxito de sus predecesoras y tuvo que ser cancelada en 1997.

## Historia
Cuenta la historia de Dexter Douglas, un joven apasionado por la computación y que desea encontrar novia. Un día, mientras estaba en su computador, luego de instalar un chip "extraño" (Chip Pinnacle en inglés que en español significa Chip Cumbre), su gato, que paseaba por sobre su teclado ingreso accidentalmente un código secreto a este chip, la "secuencia de clave secreta" que debe ser escrito para que el error informático se active (una referencia al fallo Pentium FDIV) con: "@[=g3,8d]\&fbb=-q]/hk%fg" (las cotizaciones están incluidas), y este joven al ver el código en la pantalla de su ordenador, presiona el botón "delete" en inglés que en español significa "borrar" activando un programa extraño por lo cual fue absorbido por su ordenador y se transforma en Fenomenoide! (F!) un superhéroe con mejora de fuerza y resistencia, velocidad extraordinaria y agilidad, pero que desafortunadamente es un maníaco que cuenta con habilidades de telequinesis, aunque solo cuando está muy enojado, además de transformarse en electricidad logrando cubrir grandes distancias en muy poco tiempo.
Posee libertad y decisión para hacer las cosas, solo hasta que algo lo distrae, como los baños de barro o ir a comer helado de menta con su amigo policía. Su gran debilidad es que puede ser aprisionado en una jaula con barras de grafito cargadas con iones negativos. También expresa una gran aversión por el olor de alcantarilla, lugar donde vive una de las villanas, Reina Cobra.
Dexter se puede cambiar dentro y fuera de Freakazoid a voluntad con las palabras "Freak Out!" y "Freak in!". Cuando no está en modo de Freakazoid, Dexter se ve y actúa completamente normal, y su familia no se da cuenta de que algo ha sucedido. Freakazoid pasa esta vez en un área del cerebro de Dexter llamado Freakazone, donde se refleja, tiene pensamientos profundos, y ve repeticiones de The Rat Patrol.
Mientras la serie se desarrolla en torno a Washington D. C., el entorno a menudo varía con el humor de la serie, llevando a Freakazoid a lugares de todo el mundo según sea necesario.

## Personajes

### Principales y aliados
- Dexter Douglas/Fenomenoide: el protagonista de la serie. Dexter es un estereotipo de nerd geek, fanático de la informática, pero algo retraído y tímido. Es acosado frecuentemente por su hermano mayor Duncan y a veces no comprendido por sus padres. En una Navidad recibe de regalo el Chip Pinnacle en inglés que en español significa Chip Cumbre y sin dudarlo, lo instala. Pero accidentalmente su gato teclea una secuencia, y cuando Dexter la quiere borrar con la tecla Suprimir (Delete en inglés, que en español significa Eliminar), un programa raro hizo que la PC se lo tragara y metiera. Dentro de la misma, Dexter recibe los misteriosos poderes del chip convirtiéndose en el demente pero astuto Fenomenoide. Tras ser secuestrado por Armando Gutiérrez, Dexter puede transformarse a su voluntad en Fenomenoide al exclamar "Conectar!!"

- Sargento Áspero/Cogsrove: es un policía lento pero bonachón. Es el mejor amigo de Fenomenoide y frecuentemente lo invita a comer o a darse baños de barro. Tiene la apariencia de su actor de voz, Edward Asner.

- Steffi: era el amor platónico de Dexter en la escuela, pero irónicamente es la novia de su alter ego, Fenomenoide. En la segunda temporada descubre la identidad de Fenomenoide e intenta salir con Dexter.

- Rody Estofado: escocés que trabajo para Armando Gutiérrez pero que fue despedido tras descubrir y alertar sobre la falla del chip Pinnacle. Es el que le enseña a usar sus poderes a Fenomenoide.

- Panzon/Fanboy!: es un nerd fanático de los cómics, obeso y sin alguna habilidad útil. Pero tras ver que Fenomenoide necesita un compañero de lucha, se ofrece y lo acosa para que lo acepte.

- Emmitt Nervend: es un hombrecito que aparece a modo de cameo en determinadas escenas. Tiene la apariencia de como si le estuviesen estirando el cuello, pero sonriente.

- Weena Mercator como la Mujer Saltarina

Algunos de los otros personajes que aparecían, primero en sus propios cortos, pero integrados a los capítulos de Fenomenoide en sí en la segunda temporada, son otros superhéroes como Lord Valiente (Lord Bravery en el original, una parodia de Superman si fuera interpretado por John Cleese), Supergordo y Niño Ballena (Fatman and Blubber Boy, dos superhéroes obesos que parodian la serie de Batman y Robin de la década del 60) y el Cazamalos (Huntsman, una especie de Robin Hood pero con el físico y carácter de Charlton Heston en películas como El planeta de los simios). Pero llegado el caso podía tener aliados tan dispares como el crítico Leonard Maltin o el político Henry Kissinger, o incluso, su propia mano.

### Enemigos
- La Mente (The Lobe): Un supergenio cuya cabeza es enteramente un cerebro gigante, su voz corrió a cargo de David Warner. Aunque tiene un gran intelecto, su autoestima es muy baja.
- Cavernoide (Cave Guy): un troglodita azul con dicción de clase superior, educación, y gusto, la voz en el original es Jeff Glen Bennett. Su verdadero nombre es Royce Mumphries y se suscribe al New Yorker.
- Reina Cobra (Cobra Queen): Su encuentro con un cosmético experimental que fue dejado demasiado tiempo al sol la transformó en una mujer cobra, con poder sobre las serpientes y otros reptiles. Su voz en inglés fue proporcionada por Tress MacNeille. En episodios posteriores, el Cavernoide y la Reina Cobra son pareja. Solía quejarse de que en su guarida había poca luz hasta que Fenomenoide le aconsejó que se hiciera con unos cuantos farolillos japoneses.
- Cachoslargos (Longhorn): Un camionero que se hizo cirugía plástica para parecer un toro cachos largos. Ama la música country y a su camión "Bessie Mae".
- "Armando" Gutiérrez (Armando Guitierrez): Su compañía de microchips fue la responsable del accidente que convirtió a Dexter en Fenomenoide. Es conocido por su característica frase "Rían conmigo", que utiliza luego de reírse, para contagiar a los demás. Tras extorsionar a Rody Estofado, obtiene el código secreto y se convierte en otro Fenomenoide, pero más débil que el original. Su voz en inglés fue proporcionada por Ricardo Montalbán, parodiando a su propio papel de villano en la película Viaje a las estrellas II.
- El Velador (Candlejack): Un villano sobrenatural, es básicamente un fantasma que siempre susurra y carga un candelabro. Secuestra niños pero solo puede hacerlo si mencionan su nombre en voz alta. Su voz original también era Jeff Bennett.
- Brazos de Asa: en su niñez era un famoso modelo que posaba siempre con las manos en la cintura, pero de tanto modelar en esa pose, sus brazos se paralizaron y quedaron así para siempre, pero luego se las ingenió para sobrevivir, convirtiéndose en delincuente. Se caracteriza por vender "seguros contra ay!", que consistían en que si no le entregaban dinero para comprar esa póliza, Brazos de Asa destruía algo, para posteriormente decir "Ay!".

## Producción

### Creación
Freakazoid fue creado por el animador Bruce Timm (que había producido con anterioridad Batman: La Serie Animada), y Paul Dini (que era un editor de argumentos para los Tiny Toons). Timm fue llamado por Steven Spielberg para ayudar a crear un nuevo espectáculo de superhéroe.
Después de una reunión con Spielberg, Timm dijo que a Spielberg le había "gustado" la idea de Freakazoid, después de lo cual Timm y Dini crearon el personaje Freakazoid como se conoce, un tipo de superhéroe nervioso con una personalidad de maníaco. Timm se le ocurrió el nombre de 'Freakazoid' por el carácter natural, como lo recordó: "El nombre 'Freakazoid' saltó solo un poco de mí, yo no sé ni de dónde lo dije. "¡Oh, sí, 'Freakazoid'!, podría ser un nombre interesante".
Timm había creado originalmente a Freakazoid para ser un "espectáculo de aventuras" con algunos pocos matices cómicos. Sin embargo, la idea inicial de Timm para la serie no fue la planeado, ya que terminó convirtiéndose cada vez más en un show de comedia, y cada vez que tenía una reunión con Steven, el concepto tenía un cambio, y estuvo cada vez más inclinándose hacia la comedia surrealista. "Realmente empezó casi como Spider-Man, en ese nivel de un superhéroe adolescente" dijo Timm.
Timm dijo que más tarde dejó el programa porque sintió que no podía ofrecer el tipo de serie que Spielberg estaba buscando hacer. Después que Timm dejó la serie, Tom Ruegger, quien desarrolló otras series de Spielberg (Tiny Toon Adventures y Animaniacs), fue contratado para reconstruir la serie que Timm había creado "desde cero". La versión de Ruegger sobre la serie utiliza algunos de los diseños y conceptos de Timm, pero Timm dijo que la serie fue "radicalmente alterada" para convertirse en la serie de comedia que fue más del agrado de Spielberg.
Ruegger entonces comenzó a escribir las historias para la serie, y se acercó con una pila de segmentos muy cortos. Spielberg le gustó lo que Ruegger había escrito, pero también quería historias más largas para la serie. Ruegger luego le preguntó a los escritores John McCann y Paul Rugg para venir a la serie a escribir historias más elaboradas para la serie y, según Rugg, "(...) averiguar lo que esto [Freakazoid!] iba a ser, y la respuesta fue como, 'No sabíamos', y 'todavía no lo hacemos'".

### Estreno
Freakazoid se estrenó en Kids WB el sábado 9 de septiembre de 1995. Durante su recorrido, Freakazoid se encontró con problemas en su objetivo demográfico de audiencia, los niños pequeños. Tom Ruegger dijo que Freakazoid se había hecho mal en las calificaciones debido a que la audiencia reunida de la serie era mayor edad que el público objetivo (juvenil). Además, Freakazoid tuvo problemas en cuanto a la franja horaria.

### Cancelación
La serie estuvo en Kids WB hasta el 14 de febrero de 1997, cuando fue cancelado debido a la baja audiencia, transmitiéndose solo una temporada completa y parte de una segunda temporada. El humor satírico y ácido tuvo buena recepción en un público de mayor edad al esperado, pero también generó que los patrocinantes retiraran sus inversiones. La serie ganó un Premio Daytime Emmy por "Programa animado de clase especial".
Rugg dijo que la desaparición de la serie fue el resultado de una combinación de gente que no entiende la serie, los cambios en los intervalo de tiempo de emisión, y que apelo a las demografía equivocadas. Bruce Timm dijo que la serie todavía tiene un seguimiento de culto por parte de los fanáticos, quienes le hacen las preguntas acerca de la serie cada vez que lo encuentran.

## Humor
El humor en Freakazoid se basó en gran medida en el slapstick, la parodia, y referencias de la cultura pop. Debido a que la serie era de metaficción, gran parte de la serie era en el humor era consciente de sí mismo (es decir, rompía la cuarta pared); por ejemplo, después de la primera aparición de la Freakmobile, el espectáculo va inmediatamente a un comercial improvisado para una versión de juguete, y más tarde en el episodio, Freakazoid aborda una audiencia, felicitando al personal sobre lo duro que han trabajado para hacer el show. Su crédito suele ir precedida de una serie de otros nombres ficticios y seguido por un director de ficción. El programa también incorpora el humor dirigido a la entonces recién fundada WB Network, como cuestionar el significado de las iniciales "WB".
Freakazoid hizo uso frecuente de metrajes, incluyendo la escena pacífica de un campo de flores ("Relax-O-Vision"), numerosas personas gritando ("Scream-O-Vision"), una persona vestida tradicionalmente de bávaros bailando y golpeándose entre sí, el hombre que se disparó en el vientre una bala de cañón y un hombre que lucha un oso.
Los cameos fueron también un elemento importante en el humor de la serie. En varias ocasiones, Freakazoid acogió apariciones de personajes de otros dibujos animados de Warner Bros. como Pinky y Cerebro, Animaniacs e incluso una aparición insinuante del Batman de Bruce Timm en versión animada, que tiene un estilo de dibujo similar. Los cameos de muchas celebridades (incluyendo al productor Steven Spielberg) y apariciones especiales de figuras como Jack Valenti, Leonard Maltin, y Mark Hamill haciendo de ellos mismos eran también común en la serie.

## Controversia
El espectáculo y su personaje principal han sido criticados por ser un "plagio" del cómic Madman, por parte del creador de Madman, Mike Allred. Ambos personajes titulares comparten varios rasgos de la personalidad, y, según Allred, llevan trajes similares, ambos con un emblema en el pecho de un signo de exclamación (aunque el logo de Freakazoid añade su inicial F antes de que el signo de exclamación). Durante el corto plazo de la serie, Allred se mantuvo relativamente en silencio sobre el tema. Sin embargo, en 2003, respondió a una pregunta sobre el espectáculo en el tablón de anuncios de su página web oficial.
Bruce Timm tuvo la amabilidad de decirme que Madman era una inspiración directa para el espectáculo, por las situaciones cómicas. y se refirió a la hora de desarrollar el programa. Estúpidamente, me sentí halagado; feliz para inspirar nada. Pero cuando el espectáculo salió, sin reconocimiento, crédito o cualquier tipo de compensación, poco a poco me moleste con todos (...). Simplemente escribí una carta amistosa a Steven Spielberg diciéndole que su producción fue directo en ascensor por mi creación, que no tenía ninguna intención de crear ondas, solo quería que supiera lo que yo conocía. Nadie respondió, lo cual está bien. Y para ser honesto, Madman es una amalgama de una media docena de otras influencias. Entonces, ¿quién soy yo para quejarme? (el signo de exclamación en el pecho todavía me duele un poco [en ese entonces] sin embargo me dio un poco. Demasiado cerca para su comodidad).

## Reparto
| Personaje                     | Actor de voz        |
| ----------------------------- | ------------------- |
| Fenomenoide                   | Paul Rugg           |
| Dexter Douglass               | David Kaufman       |
| Steff                         | Christine Cavanaugh |
| Sargento Áspero               | Edward Asner        |
| Lord Valiente                 | Jeff Bennett        |
| Roddy Estofado                | Craig Ferguson      |
| Duncan Douglass               | John DiMaggio       |
| Debbie Douglass               | Tress MacNeille     |
| Douglas Douglass              | John P. McCann      |
| La Mente                      | David Warner        |
| Armando Gutiérrez             | Ricardo Montalban   |
| El Velador                    | Jeff Bennett        |
| Dr. Mystico                   | Tim Curry           |
| Tontoide                      | Stan Freberg        |
| Insertos, narración y títulos | Joe Leahy           |